# Mimachrostia costafasciata
Mimachrostia costafasciata là một loài bướm đêm thuộc họ Erebidae. Nó được tìm thấy ở miền bắc Việt Nam.
Con trưởng thành bay vào tháng 9.
Sải cánh dài khoảng 15 mm. 